# Diaea giltayi
Diaea giltayi là một loài nhện trong họ Thomisidae.
Loài này thuộc chi Diaea. Diaea giltayi được Carl Friedrich Roewer miêu tả năm 1938.